# Суходольск
Суходо́льск (укр. Суходільськ) — город в Луганской области Украины. С 2014 года находился под контролем управляемой из России марионеточной Луганской Народной Республики. В настоящее время под российской оккупацией.
Подчинён городскому совету города Краснодон.

## Географическое положение
Соседние населённые пункты: город Молодогвардейск на западе, посёлок Таловое на юго-западе, город Краснодон (примыкает) на юге, посёлки Западный и Урало-Кавказ на юго-востоке, сёла Малый Суходол на востоке, Дружное и Липовое на севере.

## История
Город с 1972 года. В 1975 году численность населения составляла 25,9 тыс. человек, основой экономики являлась добыча угля, здесь действовали две обогатительные фабрики.
В январе 1989 года численность населения составляла 28 382 человек, основой экономики являлась добыча каменного угля.
3 февраля 1994 года забойщик шахты «Дуванная» захватил в заложники двоих детей и женщину; при освобождении никто из заложников не пострадал.
В июле 1995 года Кабинет министров Украины утвердил решение о приватизации находившегося здесь совхоза.
На 1 января 2013 года численность населения составляла 21 061 человек.
С весны 2014 года находится под контролем сепаратистов Луганской Народной Республики.

## Транспорт
Железнодорожная станция Краснодон, остановочный пункт 162 км на линии Семейкино — Лихая.

## Экономика
Добыча каменного угля (ПАО «Краснодонуголь»):
1. Шахта «Суходольская № 1» (ликвидирована)
2. Шахта «Дуванная» (находится на стадии консервации)
3. Шахта имени Баракова
4. Шахта «Суходольская-Восточная»